# رنوع
الرُّنُوع هو لفح الحر يصيب الزرع من حنطة وشعير بعد ازهراره فيضمر حبه.

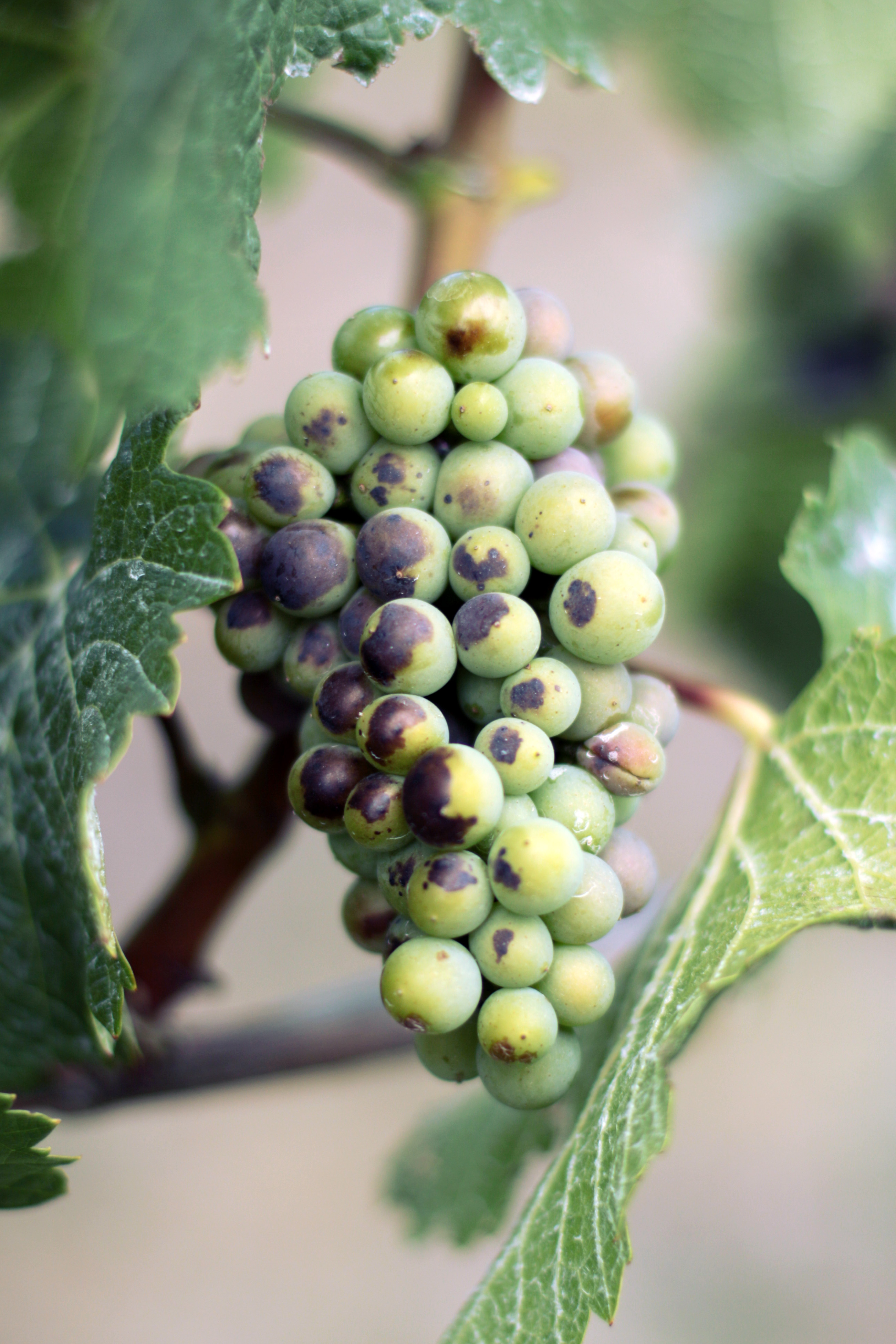
صورة لثمار عنب تعرضت للرنوع

## طالع أيضًا
- ظاهرة الانكماش